# Віллем Гендрік ван ден Бос
Віллем Гендрік ван ден Бос (нід. Willem Hendrik van den Bos; 25 вересня 1896 — 30 березня 1974) — нідерландський астроном.

## Біографічні відомості
Родився у Роттердамі. Освіту здобув у Лейденському університеті. У 1921—1925 рр. працював у Лейденській обсерваторії, з 1925 року — в Йоганнесбурзькій обсерваторії в Південній Африці (у 1941—1956 рр. — її директор). Після відходу у відставку продовжував вести спостереження в Йоганнесбурзі (до 1966), потім в США.
Основні наукові роботи присвячені вивченню подвійних зірок. Зробив понад 70 000 мікрометричних вимірювань з високою точністю, відкрив 2895 нових подвійних зірок. Є одним з авторів відомого Каталога подвійних зірок (1953). Розробив метод обчислення орбіт подвійних зірок, обчислив орбіти більше 100 пар.
Був президентом Астрономічного товариства Південної Африки в 1943 і 1955 рр., нагороджений медаллю імені Гілла цього товариства і Золотою медаллю Данської АН.
На честь науковця названо астероїд 1663 ван ден Бос.